# Hart County (Kentucky)
Hart County is een county in de Amerikaanse staat Kentucky.
De county heeft een landoppervlakte van 1.077 km² en telt 17.445 inwoners (volkstelling 2000). De hoofdplaats is Munfordville en de dichtstbevolkte stad is Horse Cave.

## Bevolkingsontwikkeling

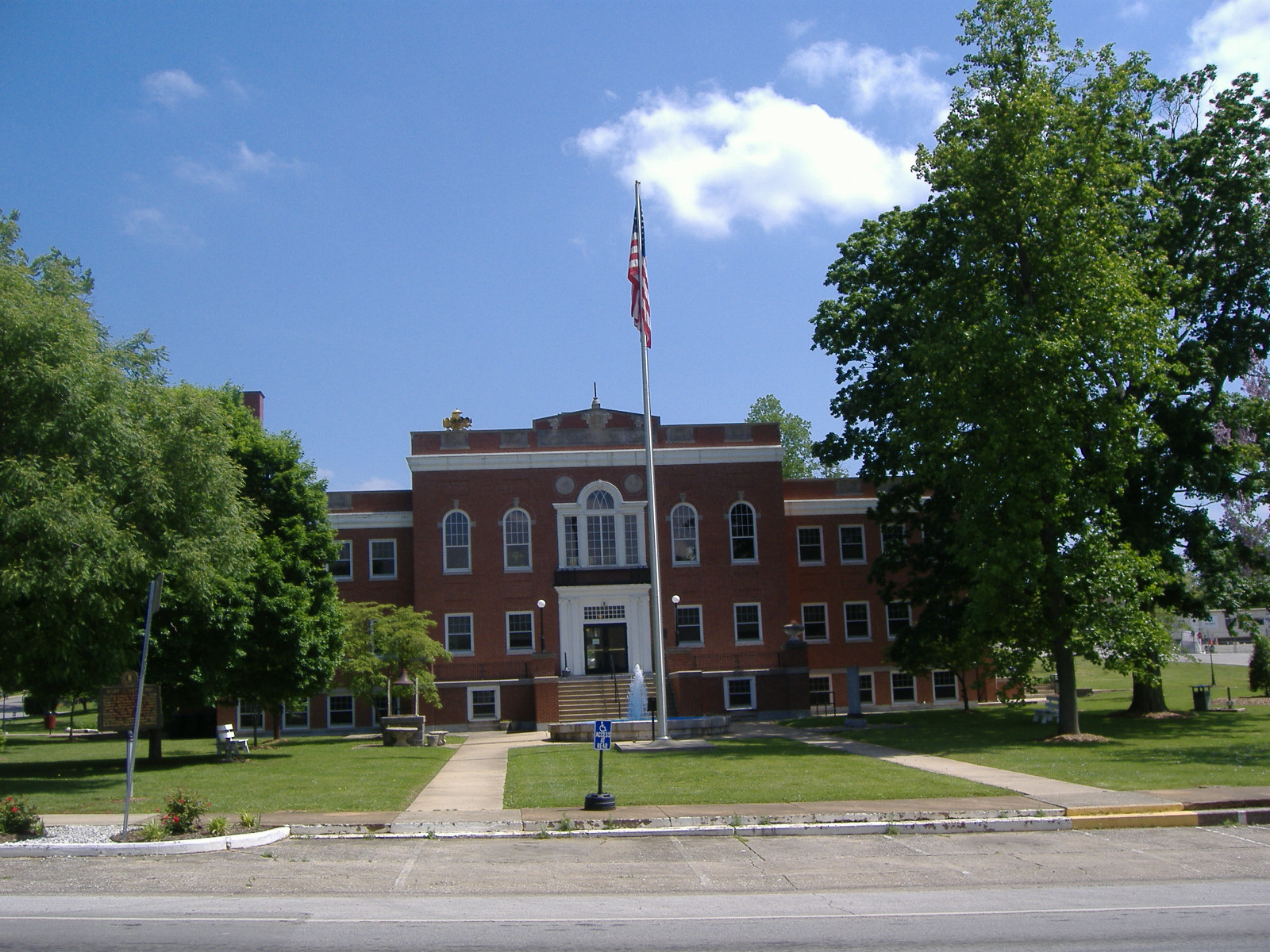
Hart County Courthouse